# Мамия IV Гуриели
Мамия IV Гуриели (груз. მამია IV გურიელი; ум. 1778 или 1784) — представитель грузинского владетельного рода Гуриели и правитель Гурии, княжества в западной Грузии, с 1726 по 1756 год, а также с 1758 по 1765 год и с 1771 по 1776 год. Перерывы в его правлении стали следствием его соперничества со своим младшим братом Георгием V Гуриели, а также сложной политической ситуации в регионе, включая османские вторжения и попытки имеретинских царей подчинить западные грузинские государства своей власти.

## Биография
Мамия IV был старшим сыном Георгия IV Гуриели, князя Гурии, и его жены Елены, урождённой Шервашидзе-Эристави. Он родился до 1717 года, когда Георгий IV развёлся с Еленой, чтобы жениться на Хварамзе, дочери мегрельского князя Бежана Дадиани. Мамия IV унаследовал княжеский престол Гурии после смерти отца в 1726 году. В 1732 году он заключил союз с имеретинским царём Александром V, женившись на его дочери Родам, и оказал поддержку Александру в его борьбе с коалицией западногрузинских дворян во главе с мегрельским князем Отией Дадиани, Григолом, князем Рачи, и Зурабом Абашидзе, которые намеревались возвести на имеретинский престол Мамуку, брата Александра. Александр V и Мамия IV победили их в кровавой стычке у Чихори.
Отношения Мамии IV с сыном и преемником Александра V, Соломоном I, с самого начала были враждебными, кульминацией которых стало участие Мамии IV в неудачной попытке свержения Соломона I в 1752 году, стоившей ему трона Гурии. Соломон I вернулся с османской поддержкой в 1756 году и сверг Мамию IV в пользу его младшего брата Георгия V Гуриели.. Мамия бежал в горы Рачи, а потом перебрался в восточную Грузию, чтобы заручиться поддержкой обретавшего могущество кахетинского царя Ираклия II. Благодаря покровительству Ираклия II Мамия IV снискал расположение османского паши Ахалцихе и был восстановлен на княжеском престоле в Гурии в 1758 году. Он примирился с Соломоном I и принял участие в его борьбе против османских посягательств и работорговцев. В 1765 году ахалцихский паша сверг Мамию IV, заменил его на более лояльного себе Георгия V Гуриели, брата Мамии IV.
Во время Русско-турецкой войны 1767—1774 годов Соломон I вторгся в Гурию, разбил османские войска, шедшие из Батуми в Имеретию и восстановил Мамию IV на гурийском престоле. Отношения между двумя правителями быстро испортились, поскольку Соломон I стремился утвердить своё господство во всей западной Грузии. В 1775 году он дважды совершал набеги на Гурию. Георгий, брат Мамии IV и его политический соперник, воспользовался нестабильной ситуацией и вынудил Мамию IV удалиться в монастырь. Мамия IV умер в 1784 году (или в 1778 году согласно историку Кириллу Туманову).

## Семья
Мамия IV был женат дважды. Первой его супругой была Родам, имеретинская царевна, а второй — представительница знатного рода Тавдгиридзе. У него было трое детей:
- Дареджан (ум. 1813), жена князя Мхеидзе;
- Георгий, не доживший до своего совершеннолетия;
- Тамара.